# IJsselmuiden

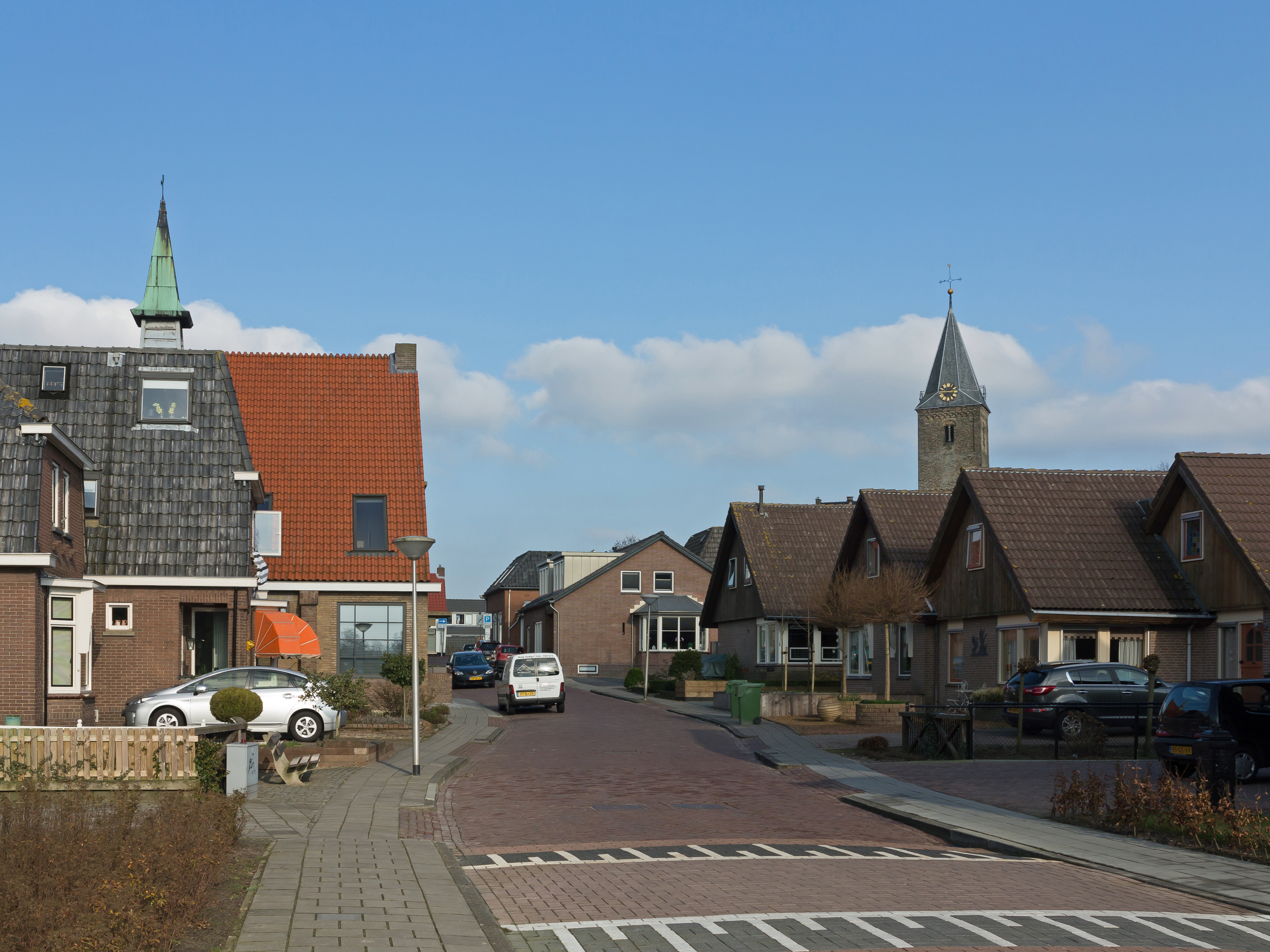
Kirchtürme zweier reformatorischer Kirchen

IJsselmuiden (niedersächsisch Iesselmuun) ist ein Ort und eine ehemalige Gemeinde in der niederländischen Provinz Overijssel. Politisch gehört er seit 2001 zur Gemeinde Kampen (und ein kleiner Teil zur Gemeinde Zwolle). IJsselmuiden liegt an der Mündung der IJssel in das IJsselmeer, am rechten Ufer gegenüber von Kampen. Das Dorf hat 12.770 Einwohner.

## Persönlichkeiten
- Ank Bijleveld-Schouten (* 1962), niederländische Politikerin, Ministerin der Verteidigung